# Zvezdan Jovanović
Zvezdan Jovanović, noto anche come Zveki e Zmija (Serpente) (in serbo Звездан Јовановић?; Peć, 19 luglio 1965), è un ex militare e criminale serbo.

## Biografia
Jovanović si unì alla Guardia volontaria serba di Željko Ražnatović nel 1991. Il 12 marzo 2003 uccise il primo ministro serbo Zoran Đinđić. L'omicidio maturò negli ambienti criminali del clan di Zemun. Jovanović venne giudicato colpevole e condannato a 40 anni di reclusione. Durante il processo non disse nulla, salvo dichiarare in un rapporto di polizia di non provare alcun rimorso per l'omicidio.
Nel maggio 2008, il leader del Partito Radicale Serbo Vojislav Šešelj paragonò l'assassinio di Đinđić a quello dell'arciduca Francesco Ferdinando dichiarando: «Jovanović volle godere della stessa fama e gloria che Gavrilo Princip ha nella storia serba».